# Tiloš
Tiluš ili Tiloš (mađ. Őrtilos) je pogranično selo u južnoj zapadnoj Mađarskoj.
Zauzima površinu od 21,12 km četvornih.

## Zemljopisni položaj
Nalazi se na 46° 16′ 51,74″ sjeverne zemljopisne širine i 16° 55′ 29,82″ istočne zemljopisne dužine. Rijeka Drava i granica s RH je oko 2 km zapadno, 1 km jugozapadno i 2 km južno. 
Od naselja u Hrvatskoj, Legrad je 5 km zapadno, Đelekovec je 5 km jugozapadno. Jezero Jegeniš u Hrvatskoj je 3 km jugozapadno, a jezero Šoderica 3,5 km južno. 5 km sjeverozapadno je šuma Veliki Pažut u Hrvatskoj.
Od naselja u Mađarskoj, Šur je 4 km sjeveroistočno, Belezna je sjeverno-sjeveroistočno, Kerestur je sjeverozapadno, Fićehaz sjeverno-sjeverozapadno, Bikežda je sjeveroistočno,  Zákányfalu je istočno, Zakon je jugoistočno.

## Upravna organizacija
Nalazi se u Čurgujskoj mikroregiji u Šomođskoj županiji. Poštanski broj je 8854.
U Tiloš spada Sonjvara (mađ. Asszonyvár) koja je imala 24 stanovnika na popisu 2001. godine), a nalazi se zapadno od naselja Tiloša. Stanovnika Sonjvare u Zakonu nazivaju Sonjvarec. Tu su još naselja Bangóhegy, Földvárhegy te Legradska Gora (mađ. Szentmihályhegy). Legradska je Gora imala 178 stanovnika na popisu 2001. godine, a nalazi se zapadno od Tiloša i Sonjvare. Njenog stanovnika u Ždali nazivaju Gorčanec.

## Povijest
Selo se prvi put spominje početkom 1400-ih u obliku diploma EWR. Posjednici su se često mijeniali. 
Blizu ušća rijeke Mure u Dravu hrvatski ban Nikola Zrinski dao je sagraditi 1661. godine utvrdu Novi Zrin. Dio se nalazi u današnjem Tilušu. Turci su ju za osvajanja razorili potkopom 1664. godine.
Ranih 1700-ih opisi za prostor Őr-a (Eör-a), spominje hrvatska rimokatolička sela. Trag toga su prezimena koja jasno ukazuju na njih (pr. Navracsics, Iváncsics, Kalinics, Spolarics).
1760. doseljavaju se Mađari.  već su počele mađarski imigracije na selu. Tijekom tog razdoblja rabe se dva naziva za selo: Őr i Tilos. 1800-ih se rabe naizmjence.

## Promet
1,5 km južno od sela prolazi željeznička pruga Velika Kaniža-Pečuh. Željeznička postaja Tiluš nalazi se dalje od sela, 3 km sjeverozapadno, uz rijeku Dravu, podno Legradske Gore.

## Stanovništvo
Tiloš ima 382 stanovnika (2001.). Skoro svi su Mađari. 5,27% su Romi.

## Poznate osobe
- Števan Baler (mađ. Ballér István), slovenski evangelistički duhovnik, pjesnik pisac, kantor-učitelj iz Mađarske

## Vanjske poveznice
- (mađarski) www.iranymagyarorszag.hu
- (mađarski) www.vendegvaro.hu  Arhivirana inačica izvorne stranice od 24. studenoga 2007. (Wayback Machine)
- (mađarski) Ásatások  Arhivirana inačica izvorne stranice od 21. listopada 2010. (Wayback Machine)